# Катрмер де Квінсі
Антуан-Златоуст Катрмер де Квінсі (нар. 21 жовтня 1755 – пом. 28 грудня 1849) — французький археолог і теоретик архітектури, масон, а також покровитель мистецтва та впливовий письменник у сфері мистецтва.